# Kirk Baxter
Kirk Baxter (Sydney, 1972) é um montador australiano que colabora com Angus Wall na edição dos filmes dirigidos por David Fincher.

## Biografia
Iniciou sua carreira editando comerciais na própria Austrália, co-fundando uma firma de edição chamada Final Cut. Em 2004, Baxter entrou na empresa Rock Paper Scissors de Angus Wall, continuando a trabalhar com comerciais. Ele então trabalhou como editor adicional no filme Zodiac de 2007, dirigido por David Fincher e editado por Wall. Quando Fincher começou a fazer The Curious Case of Benjamin Button, Wall propôs ao diretor que ele e Baxter editassem o filme juntos, e Fincher concordou. Baxter e Wall foram indicados ao Oscar de Melhor Edição por The Curious Case of Benjamin Button, e venceram o prêmio pelos dois projetos seguintes de Fincher: The Social Network e The Girl with the Dragon Tattoo. Ele também editou os dois primeiros episódios da série House of Cards em 2013, dirigidos e produzidos por Fincher.